# Anne Marinus Broeckman
Anne Marinus Broeckman (Amszterdam, 1874. március 1. – Laren, 1946. augusztus 19.) holland festő.

## Élete
1874. március elsején született Amszterdamban. Karel Alexander August Jan Boom és Gerrit Willem Dijsselhof tanítványa volt.
1908 körül hozzáment egy másik művészhez, Adriënne Broeckman-Klinkhamerhez (1876–1976). A pár az Észak-Holland tartománybeli Larenben telepedett le. Két gyermekük született, egyikük, Elga Eymer, szülei példáját követve szintén művész lett.
Broeckman munkái megjelentek az amszterdami Rijksmuseum 1939-es kiállításában, mely az Onze Kunst van Heden („Jelenünk művészete”) nevet viselte.

## Galéria

Rézvirágok
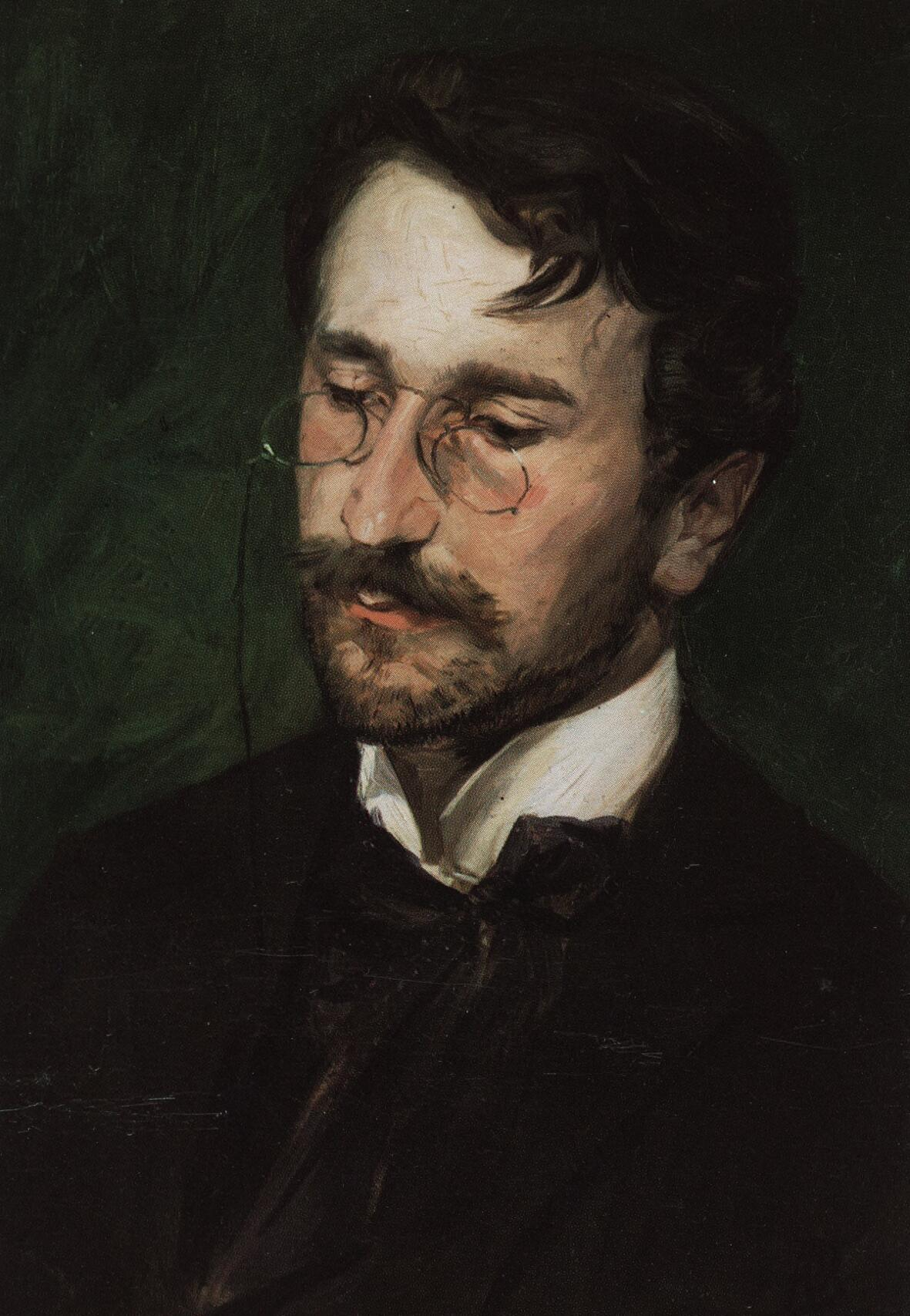
Carel Steven Adama van Scheltema költőt ábrázoló portré

## Fordítás
- Ez a szócikk részben vagy egészben  az   Anne Marinus Broeckman című angol Wikipédia-szócikk ezen változatának fordításán alapul.  Az eredeti cikk szerkesztőit annak laptörténete sorolja fel. Ez a jelzés csupán a megfogalmazás eredetét és a szerzői jogokat jelzi, nem szolgál a cikkben szereplő információk forrásmegjelöléseként.